# Иммануил
Иммануи́л (Иммануэль, Эммануэль, Эммануил, Мануил, Мануэль, др.-евр. עמנו אל‬ — «с нами Бог») — мужское теофорное имя библейского (еврейского) происхождения. В форме фр. Emmanuelle (Эммануэль) — французское женское имя. По упоминанию в пророчестве Исаии и в Евангелии от Матфея имя ассоциируется с Мессией. В христианстве оно является другим именем Иисуса Христа.

## Носители
- Иммануил Кант
- Иммануил Валлерстайн
- Иммануил Великовский
- Иммануил Фихте
- Иммануэль Римский